# Djebel Marchana
Djebel Marchana (àrab: جبل مرشانة, Jabal Marxāna) és una muntanya de Tunísia, a la governació de Zaghouan, al nord-est de la ciutat de Zaghouan i del Djebel Zaghouan. Sortint de Zaghouan una carretera puja fins a Oudna i a la dreta es pot veure algun tros de l'aqüeducte de Zaghouan construït després de la sequera del 123 al 128, per ordre de l'emperador Hadrià, el qual surt del Djebel Zaghouan i arriba fins a Cartago travessant la Miliana fins a les cisternes de la Malga, prop de Tunis. Al seu naixement hi havia un temple de Neptú amb estàtues de les deïtats protectores de l'obra. La inclinació era precisa del 0,29%. Fou restaurat al segle X i després al segle xix.
Vegeu també: Temple de les Aigües